# Quattro Business Park
Quattro Business Park – kompleks składający się z czterech czternastokondygnacyjnych budynków biurowych klasy A, realizowany przez Grupę Buma od jesieni 2008 roku. Każdy z budynków charakteryzuje się powierzchnią użytkową ok. 12 000 m².
Inwestycja została podzielona na cztery etapy. Terminy oddania kolejnych etapów:
- etap I Budynek A – wrzesień 2010 r.
- etap II Budynek B i parking wielopoziomowy – grudzień 2011 r.
- etap III Budynek C – październik 2013 r.
- etap IV Budynek D – wrzesień 2014 r.

Pierwszy budynek, w którym firma Capgemini Polska wynajęła powierzchnię został oddany do użytku we wrześniu 2010 roku.
Na kompleks składają się budynki biurowe (o wysokości 54,94 m), jednopoziomowy garaż podziemny, dziedziniec pomiędzy budynkami z kawiarnią i małą architekturą zewnętrzną (ławki, fontanna, zieleń), wolnostojący budynek parkingu wielopoziomowego (7 kondygnacji nadziemnych oraz jedna kondygnacja podziemna).

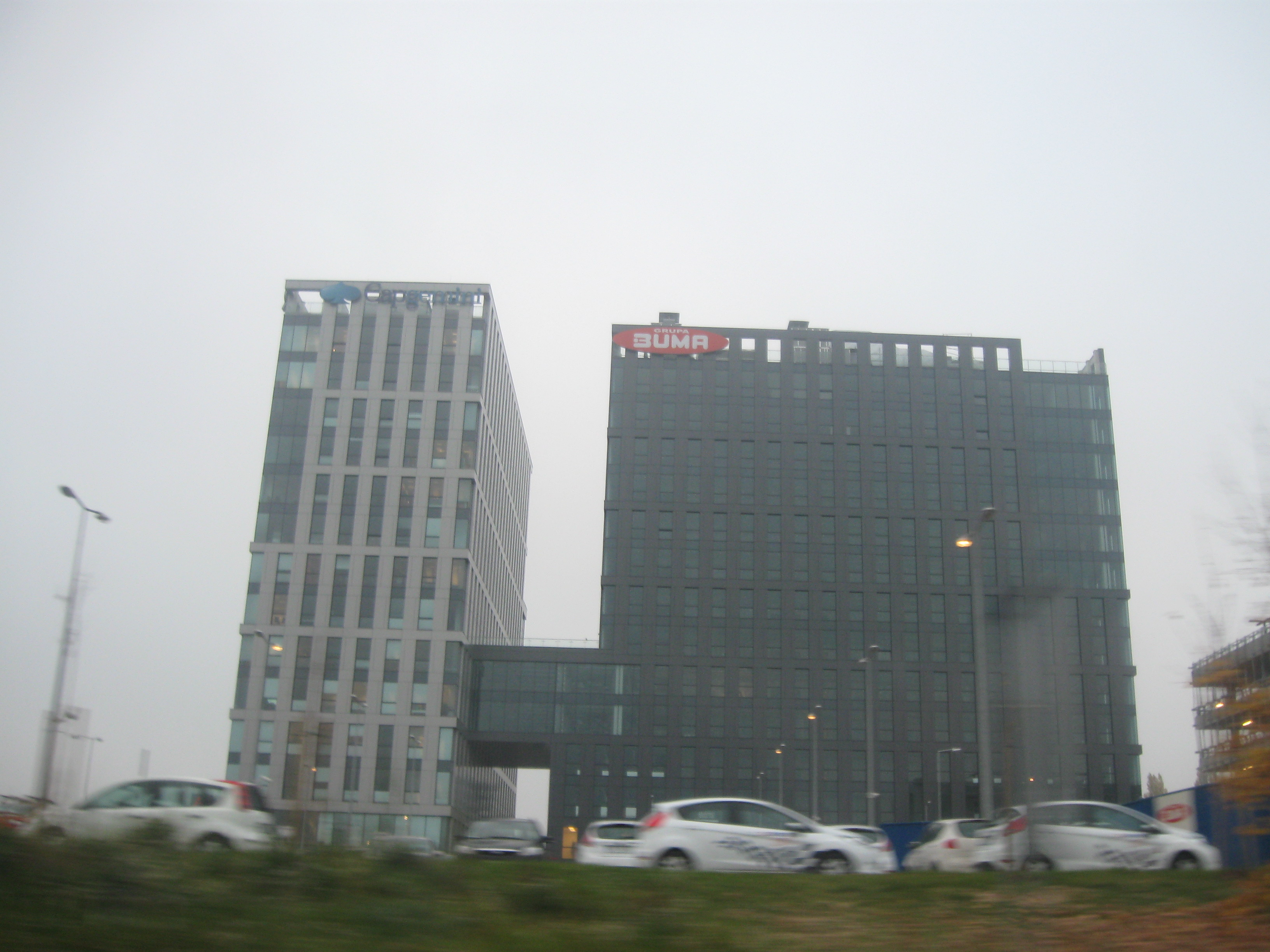
Kompleks podczas budowy - 2011